# Corona 42
CORONA 42 – amerykański satelita rozpoznawczy wystrzelony w 1962 roku. Był czwartym statkiem serii Keyhole-4 ARGON tajnego programu CORONA. Jego zadaniem było wykonywanie wywiadowczych zdjęć Ziemi. Kapsułę z filmami odzyskano po ponad trzech dniach orbitowania.

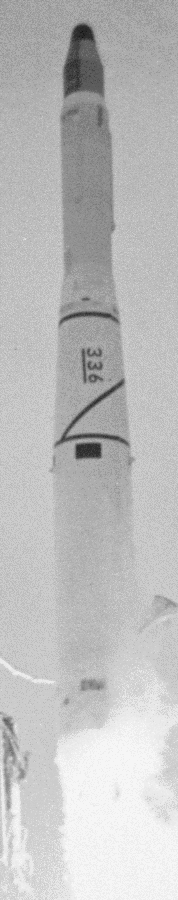
Start rakiety Thor Agena B z satelitą Discoverer 42

Udane misje serii KH-4 wykonały łącznie 101 743 zdjęcia na prawie 72 917 metrach taśmy filmowej.

## Ładunek
- Dwa aparaty fotograficzne typu Mural o ogniskowej długości 61 cm, rozdzielczości przy Ziemi około 7,6 metra
- Filmy fotograficzne czułe na ekspozycje neutronami, promieniowaniem X i gamma
- Eksperyment promieni UV